# Hrúðurkarlar
Hrúðurkarlar är ett berg i republiken Island. Det ligger i regionen Västlandet, 70 km nordost om huvudstaden Reykjavík. Toppen på Hrúðurkarlar är 765 meter över havet, eller 79 meter över den omgivande terrängen. Bredden vid basen är 0,91 km.
Trakten runt Hrúðurkarlar är nära nog obefolkad, med mindre än två invånare per kvadratkilometer. Det finns inga samhällen i närheten. Trakten runt Hrúðurkarlar består i huvudsak av gräsmarker.